# Centro de costos
Un centro de costos (en países americanos) o centro de costes (en España) es un departamento que genera costos para la organización, pero solo indirectamente le añaden beneficio o utilidad. Ejemplos típicos de los departamentos de centros de costes pueden ser:
- Compras
- Producción
- Ventas
- Administración

## Objetivo
El objetivo de la contabilidad de costos es la determinación del costo, específicamente del costo unitario del producto elaborado, distribuido o de prestar un servicio.
Otros objetivos:
Generar información para medir la utilidad.
Valorar los inventarios.
Proporcionar reportes para ayudar a ejercer el control administrativo.
Ofrecer información para la toma de decisiones.
Generar información para ayudar a la administración o fundamentar la planeación de operaciones.

Las organizaciones pueden optar también por clasificar los centros de utilidad o centros de inversión. Existen ventajas de clasificar simple y sencillamente a las divisiones de la organización como centros de costo ya que con esto los costos son más fácilmente medibles. Sin embargo, los centros de costo crean incentivos a los administradores de subestimar sus unidades para así beneficiarse ellos mismos. Esta subestimación puede resultar en consecuencias adversas para la organización como un todo (por ej. ventas reducidas debido a experiencias de un mal servicio al cliente)
Debido a que los centros de costo tienen un impacto negativo en la utilidad, son de las primeras divisiones a tomarse en consideración cuando se llevan a cabo recortes de personal, de presupuesto o reestructuraciones. Las decisiones operativas en un Centro de contacto por ejemplo están basadas en consideraciones de costos. Inversiones financieras en equipamiento nuevo, tecnología y personal son difícilmente justificadas ante la Administración debido a que éstas aportan a la utilidad indirectamente y su aportación es difícilmente cuantificable.
Algunas veces se emplean algunas técnicas para cuantificar los beneficios de un centro de costo y relacionar los costos y beneficios con los de la organización como un todo. En un Centro de contacto por ejemplo, para este fin son utilizados indicadores como nivel de servicio, costo por llamada, promedio de la duración de una llamada.
Los centros de costos por otro lado sirven a la administración para tener un mejor control presupuestario, al poder medir a cada departamento o línea de negocio, poder obtener un estado de resultados por centro de negocios y medir en forma aislada cada unidad de negocio.